# Ichneutica dives
Ichneutica dives là một loài bướm đêm trong họ Noctuidae.